# Прунето
Прунѐто (на италиански: Prunetto; на пиемонтски: Prunej, Пруней) е село и община в Северна Италия, провинция Кунео, регион Пиемонт. Разположено е на 702 m надморска височина. Населението на общината е 408 души (към 2010 г.).